# Bolak
Il Bolak (Talvolta anche chiamata nel mondo anglofono: "Blue Language", e in quello francofono: "Langue Bleue") è una lingua artificiale creata da Léon Bollack nel 1899 nel tentativo di realizzare una lingua ausiliaria internazionale.
Seppur inizialmente sembrò aver ottenuto un lieve successo, tanto da attrarre l'attenzione di H. G. Wells, che ne parlò positivamente nel suo saggio A Modern Utopia, il Bolak ebbe pochissimi locutori e, a differenza di altre lingue ausiliari internazionali come l'esperanto o l'ido, non vennero mai istituiti congressi o altre attività che promuovessero l'utilizzo della lingua, portandola ad essere presto dimenticata.

## Storia
Léon Bollack, commerciante e scrittore francese di origini tedesche, ebbe l'idea di creare una lingua artificiale per facilatare la comunicazione internazionale dopo aver studiato l'esperanto e il volapük, nonostante affermasse lui stesso di essere un forte critico di entrambe le lingue.
Nel 1899 pubblicò La Langue Bleue Bolak: langue internationale pratique, in francese e, l'anno seguente, Abridged Grammar of the Blue Language in inglese, entrambe libri di grammatica per l'apprendimento del Bolak. Nel 1902 decise, inoltre, di pubblicare anche un dizionario Bolak-Francese: Premier vocabulaire de la langue bleue Bolak.
Pochi anni dopo la pubblicazione del primo dizionario, il Bolak attrasse l'attenzione del noto scrittore inglese H.G. Wells, che ne parlò esaustivamente nel suo saggio a tema utopistico A Modern Utopia, puntualizzando come, in un ipotetico futuro utopico, l'umanità sarà in grado di comunicare utilizzando una lingua comune, secondaria e ausiliaria che, oltre a facilitare la comunicazione e garantire una maggior unità della specie umana, coesisterà tranquillamente con le lingue naturali, portando alla preservazione delle differenze culturali.
Nonostante le ottime premesse e i fondi che Bollack stanziò per finzianziare la diffusione della lingua, il Bolak non ebbe il successo sperato e Bollack stesso preferì dedicarsi all'Ido, lingua artificiale derivata dall'Esperanto. Il colore blu della bandiera del movimento Ido, è proprio un omaggio al Bolak.

## Grammatica, alfabeto e fonologia
Il Bolak è una lingua con una grammatica a priori e un vocabolario a posteriori, con un vocabolario che prende ispirazione da svariate altre lingue. Esattamente come l'esperanto, si presenta come una lingua agglutinante.
L'alfabeto Bolak contiene in totale 19 lettere. 18 di esse provengono dall'alfabeto latino e una solamente (la Ч) proviene dall'alfabeto cirillico.
A, B, Ч, D, E, F, G, I, K, L, M, N, O, P, R, S, T, U, V
La Ч rappresenta la consonante affricata postalveolare sorda (IPA /ʧ/ o /ʧʲ/), come la C dolce italiana in "città".

## Esempi
Italiano:
```

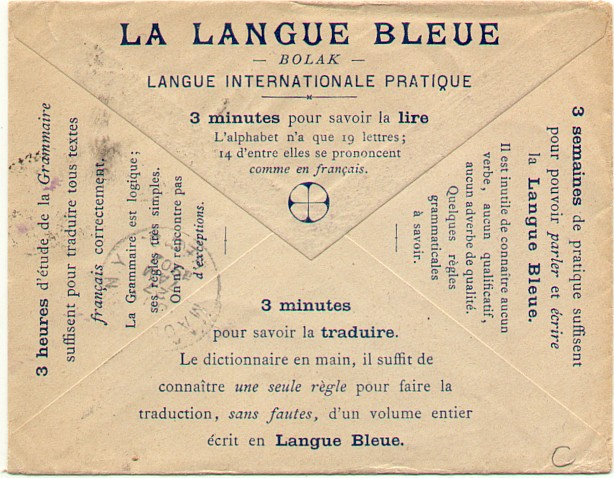
Retro di una busta da lettere del 1902, sul retro è incoraggiato lo studio e l'utilizzo del Bolak

"Quale immenso vantaggio per l'umanità se potessimo comunicare tra persone attraverso la stessa lingua!"
```

Bolak:
```
"Ak vop sfermed pro spes maned, if om pobl to pobl, ne ei mnoka pfo an am lank!"
[
6
]
```